# هاراداناهالي دوده ديفي كودا
هاراداناهالي دوده ديفي كودا (بالكنادية: ಹರದನಹಳ್ಳಿ ದೊಡ್ಡೇಗೌಡ ದೇವೇಗೌಡ )‏ (و. 1933  م) هو سياسي، من الهند، هو عضوٌ في المؤتمر الوطني الهندي.

## مناصب
تولى منصب عضو لوك سابها ‏ (منذ 2004)، وعضو لوك سابها ‏ (1998–1999)، ورئيس وزراء الهند (1 يونيو 1996–21 أبريل 1997)، ووزير الشؤون الداخلية ‏ (1 يونيو 1996–29 يونيو 1996)، وChief Minister of Karnataka ‏ (11 ديسمبر 1994–31 مايو 1996)، وعضو لوك سابها ‏ (1991–1996)، وMember of the Legislative Assembly (India) ‏، وعضو راجيا سابها ‏، وMember of the Karnataka Legislative Assembly ‏، وعضو لوك سابها السادسة عشر ‏.

## روابط خارجية
- هاراداناهالي دوده ديفي كودا على موقع الموسوعة البريطانية (الإنجليزية)
- هاراداناهالي دوده ديفي كودا على موقع مونزينجر (الألمانية)